# Uppvidinge härad
Uppvidinge härad var ett härad i södra Småland och östra Kronobergs län i smålandet Värend. Häradet motsvarar idag hela Uppvidinge kommun samt delar av Lessebo, Emmaboda, Nybro och Växjö kommuner. Arealen uppgick till 2 223 km² varav land 2 107.
Tingsplats var till 1948 Lenhovda.

## Namnet
Häradsnamnet skrevs 1379 prouincie Opwiþingahærath. Det innehåller genitiv plural av en inbyggarbeteckning; "deras härad som bor uppe i veden", det vill säga skogen.

## Socknar
Uppvidinge härad hade totalt 12 socknar, där Hälleberga och Algutsboda 1969 överfördes till Kalmar län och inte längre tillhörde häradets fögderi och tingsrätt
I Uppvidinge kommun
- Herråkra
- Lenhovda som 1957 ombildades till Lenhovda köping
- Granhults socken
- Nottebäcks socken
- Åseda
- Älghult

I Växjö kommun
- Drev med en del till 1868 i Norrvidinge härad
- Dädesjö som 1836 införlivat Eke socken
- Hornaryd
- Sjösås

I Lessebo kommun
- Ekeberga

I Emmaboda kommun
- Algutsboda med en del till 1871 i Konga härad

I Nybro kommun
- Hälleberga

## Geografi
Häradet är beläget i sydöstra Småland. Trakten är skogbeklädd och bergig med talrika sjöar, däribland Madkroken och Örken.
I Algutsboda socken finns en medeltida borgruin på Rostocka holme. Senare sätesgårdar var Braås herrgård (Drevs socken), Böksholms säteri (Drev), Drettinge säteri (Dädesjö), Linnebjörke säteri (Dädesjö) och Klavreströms bruk (Nottebäck).

## Län, fögderier, tingslag, domsagor och tingsrätter
Socknarna ingick och ingår i Kronobergs län och från 1969 även delar i Kalmar län. Församlingarna tillhör(de) Växjö stift.
Häradets socknar hörde till följande fögderier:
- 1720-1966 Uppvidinge fögderi
- 1967-1990 Växjö fögderi
- 1971-1990 Kalmar fögderi för Algutsboda och Hälleberga socknar

Häradets socknar tillhörde följande tingslag, domsagor och tingsrätter:
- 1680-1947 Uppvidinge tingslag i Östra Värends domsaga, där även Konga härad ingick (och före 1795 Östra härad)
- 1948-1970 Östra Värends tingslag i Östra Värends domsaga
- 1969-1970 Möre och Ölands domsagas tingslag i Möre och Ölands domsaga för Algutsboda och Hälleberga socknar

- 1971- Växjö tingsrätt och dess domsaga
- 1971- Möre och Ölands tingsrätt och dess domsaga från 1982 Kalmar tingsrätt och domsaga för Algutsboda och Hälleberga socknar